# Alexandre Lacoste
Sir Alexandre Lacoste, né le 13 janvier 1842 à Boucherville et mort le 17 août 1923 à Montréal, est un avocat, un professeur et un homme politique canadien qui fut président du Sénat du Canada du 27 avril au 13 septembre 1891.

## Biographie
Fils de Louis Lacoste, Alexandre est né le 13 janvier 1842, à Boucherville, au Québec. En 1851, il commence ses études classiques au Séminaire de Saint-Hyacinthe. Il étudie le droit à l'Université Laval en 1858-1859 puis à l'École de droit du collège Sainte-Marie où il obtient une licence en droit. Il est admis au Barreau du Bas-Canada le 3 février 1863. Le 8 mai 1866, il épouse Marie-Louise Globensky à Montréal, avec qui il aura au moins sept filles, dont Marie Lacoste-Gérin-Lajoie, Thaïs Lacoste-Frémont et Justine Lacoste-Beaubien, et trois fils, dont Paul Lacoste. Il devient docteur en droit de l'Université Laval en 1879. Il est bâtonnier du Barreau de Montréal de 1879 à 1881.
De 1880 à 1923, il est professeur de droit à l'Université Laval à Montréal. En 1880, il acquiert le journal conservateur La Minerve avec d'autres associés. Le premier ministre Joseph-Adolphe Chapleau le nomme membre du Conseil législatif du Québec en 1882 pour la division des Mille-Isles. En 1884, il est nommé au Sénat du Canada pour la division de De Lorimier. Il sera orateur de cette chambre pendant quelques mois en 1891. Il est nommé au Conseil privé de la Reine pour le Canada le 1er octobre 1892. Il démissionne du Sénat à la suite de sa nomination comme juge en chef du Québec, poste qu'il occupa de 1891 à 1907.
Il part à la retraite en 1907 et meurt le 17 août 1923, à Montréal à l'âge de 81 ans. Il est inhumé le 21 août 1923 au cimetière Notre-Dame-des-Neiges.
Le fonds d'archives de la Famille Lacoste est conservé au centre d'archives de Montréal de Bibliothèque et Archives nationales du Québec. Le fonds d'archives Alexandre Lacoste est conservé au centre d'archives de Québec de Bibliothèque et Archives nationales du Québec.

## Honneurs et distinctions
Il est fait chevalier en 1892 par la Reine Victoria et est fait chevalier commandeur de l'Ordre de Saint-Michel et Saint-Georges (KCMG) la même année.